# Pseudingolfiella morimotoi
Pseudingolfiella morimotoi is een vlokreeftensoort. De wetenschappelijke naam van de soort is voor het eerst geldig gepubliceerd in 2006 door Grosso, Peralta & Ruffo.